# Jules-Hippolyte Percher
Jules-Hippolyte Percher, alias Harry Alis, né le 7 octobre 1857 à Couleuvre et mort le 1er mars 1895 à Levallois-Perret, est un journaliste et écrivain français, qui a dirigé la branche française de l’agence Dalziel.

## Biographie

### Jeunesse
Jules-Hippolyte vit au domaine de Blanc-Fossé, à Couleuvre, où son père est régisseur. Il aime les champs, les animaux, la pêche aux écrevisses… Pour Jules-Hippolyte, l'école et l'internat sont des contraintes qu'il vit comme une prison. Il se réfugie dans la lecture.
Il obtient un poste de piqueur des Ponts et Chaussées à Thonon-les-Bains, mais, ambitieux, il décide de devenir journaliste.
Muté à Paris par les Ponts et Chaussées à 21 ans, il livre un travail acharné pour combler les lacunes de son instruction et écrire. Il se marie le 23 mai 1878 à Alice Bellay avec laquelle il a deux enfants, Lucien et Marguerite. Après le décès de sa femme en 1892, et de sa fille, il se remarie en 1894 à Étampes, avec Gabrielle Lecesne fille et petite-fille d'imprimeurs-lithographes et directeurs d'un journal local. De cette union naît une fille, Alice, en octobre 1894, qu'il connaîtra à peine puisqu'il est tué en duel quelques mois plus tard (mars 1895). 

### Le littéraire
Lors de ses études à Moulins, Jules-Hippolyte Percher rencontre Maurice Guillemot[réf. souhaitée], professeur et homme de lettres. Avec lui, il fréquente les cafés et les brasseries littéraires du Quartier latin. Il fait la connaissance de Goudeau, de Gill, de Sapeck, et des frères Cros…
Jules-Hippolyte Percher, qui fait partie du cercle qui entoure Tourgueniev, est l'auteur de plusieurs romans. Dans Hara-Kiri, le lecteur suit les pérégrinations d'un jeune Japonais, fils de samouraï, dans les cafés plus ou moins littéraires, avant d'entrer dans le salon de Nina de Villard. Ce récit frappe par son étrangeté. Dans Petite ville, roman inspiré par son Bourbonnais natal, Jules-Hippolyte Percher présente avec humour et finesse les mœurs d'une petite ville de province.
En 1878, Jules-Hippolyte Percher fonde la Revue moderne et naturaliste avec son ami Guy Tomel.
D'octobre 1882 à avril 1883, Jules-Hippolyte Percher dirige la revue Le Panurge (octobre 1882 – avril 1883). Félicien Champsaur en est le rédacteur en chef-gérant.
Il est au nombre des fondateurs de la Revue contemporaine.
S'il écrit sous le pseudonyme de Harry Alis, Jules-Hippolyte Percher a recours à de nombreux pseudonymes : R. Sixt, Jacques Rude.
En 1883, Guy de Maupassant, ami d'Alis, collaborateur à La Revue moderne et naturaliste et au Panurge, dédie sa nouvelle La Ficelle à Jules-Hippolyte Percher.

### L'Africain
Ami de Paul Crampel, jeune explorateur de l'Afrique, il effectua de nombreux voyages en Égypte. C’est sous son égide qu’est créé le « Comité de l’Afrique française »  le 18 novembre 1890. Parmi ses membres, le prince d’Arenberg, Georges Patinot, directeur du Journal des débats, le capitaine Binger, le général de Galliffet, l’économiste Paul Leroy-Beaulieu. Son objectif était avant tout de créer un large mouvement d’opinion en faveur de l’expansion française en Afrique. Il a soutenu « l'expédition Monteil », décidée en mai 1893.

### Le directeur d'agence de presse

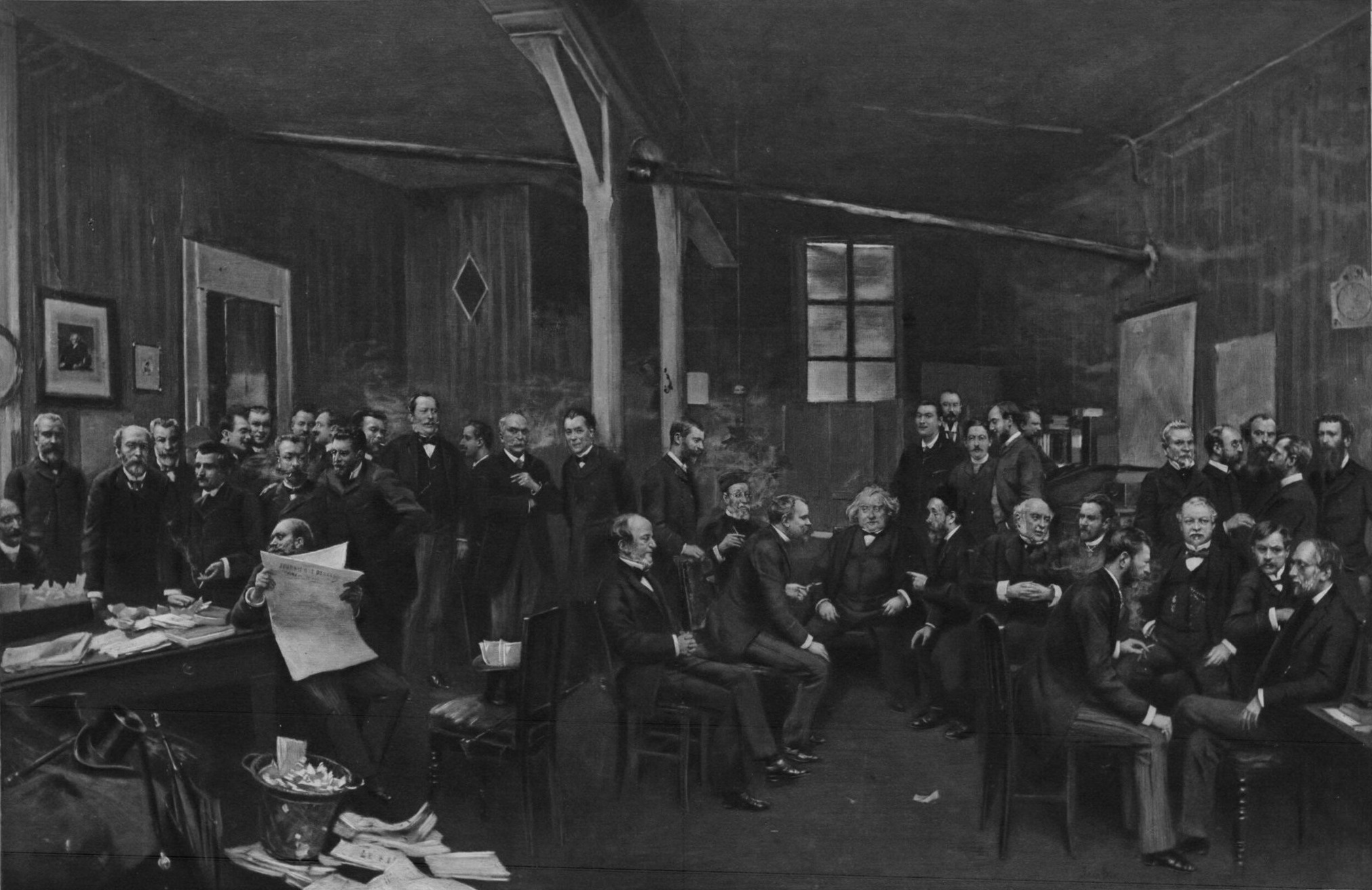
La salle de rédaction du Journal des débats en 1889. Percher est au fond près de la fenêtre, de profil.

En 1890 aussi, Jules-Hippolyte Percher est nommé directeur du bureau parisien de l’Agence Dalziel, qui vient de se créer. L’agence est emportée trois ans plus tard par les retombées du scandale de Panama, lorsque le journal La Cocarde dirigé par Édouard Ducret lance une campagne de presse, appelée Affaire Dalziel, contre l’agence, accusée de vouloir faire capoter l’alliance franco-russe en mettant en cause l’ambassadeur de Russie en France dans le scandale de Panama.
Affecté par cette campagne, qui entraîne la fermeture de l'Agence Dalziel, il retourne au Journal des Débats, où il s'occupait des questions coloniales. Deux ans plus tard, en 1895, il meurt à l'âge de trente-huit ans, atteint d'un coup d'épée dans un duel intenté par un de ses lecteurs.

### Le duel tragique
Jules-Hippolyte Percher avait publié dans le Journal des Débats du 24 février 1895, sous son pseudonyme « Harry Alis » un article intitulé « Les Concessions coloniales africaines » dans lequel il démontrait, suivant les idées qui lui étaient chères, l'utilité des concessions territoriales.
Certaines phrases semblèrent inexactes à Alfred Le Chatelier, ancien officier, administrateur de la Société d'études du Congo français, qui adressa au journal une lettre de rectification, publiée le 25 février. Jules-Hippolyte Percher accompagna le rectificatif de quelques commentaires et adressa à Le Chatelier une lettre que ce dernier jugea offensante. L'un comme l'autre s'accusèrent de compromissions et de perceptions d'avantages financiers divers.
Après avoir vainement essayé de trouver un terrain de conciliation, les quatre témoins jugèrent un duel inévitable : il se déroula dans la salle de bal du restaurant Le Moulin-Rouge sur l’'île de la Grande-Jatte à Puteaux et s'acheva par la mort du jeune journaliste, le 1er mars 1895, à l’âge de 37 ans.

## Distinctions
- Chevalier de la Légion d'honneur (1893)

## Publications

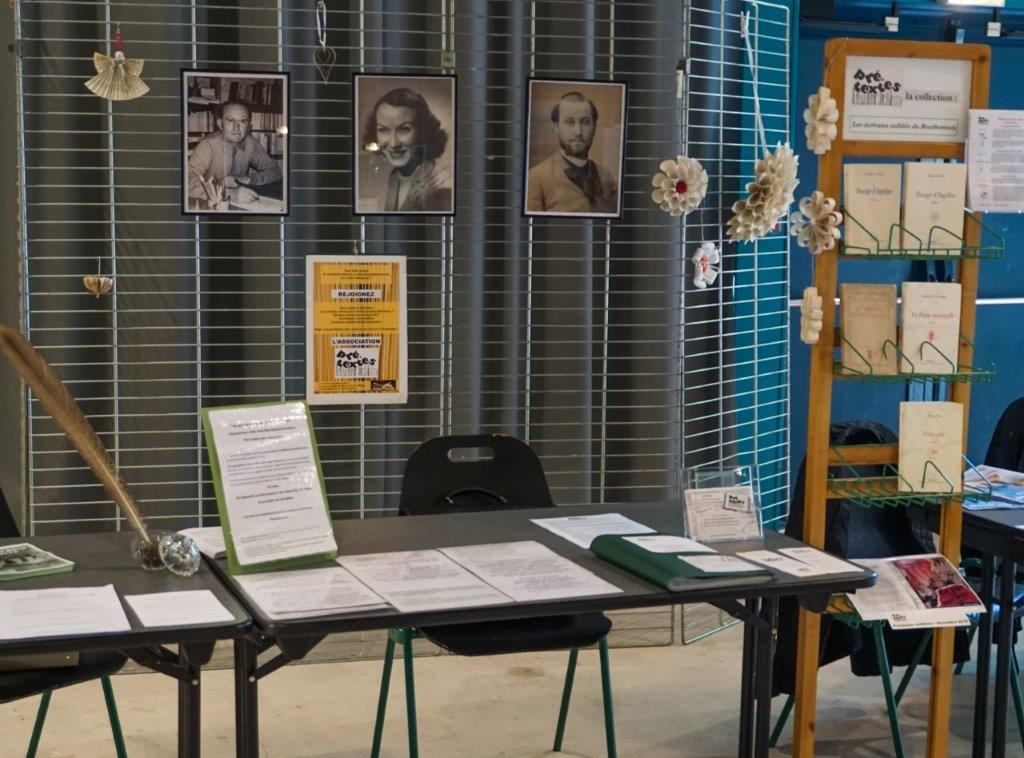
Portrait d'Harry Alis à droite.

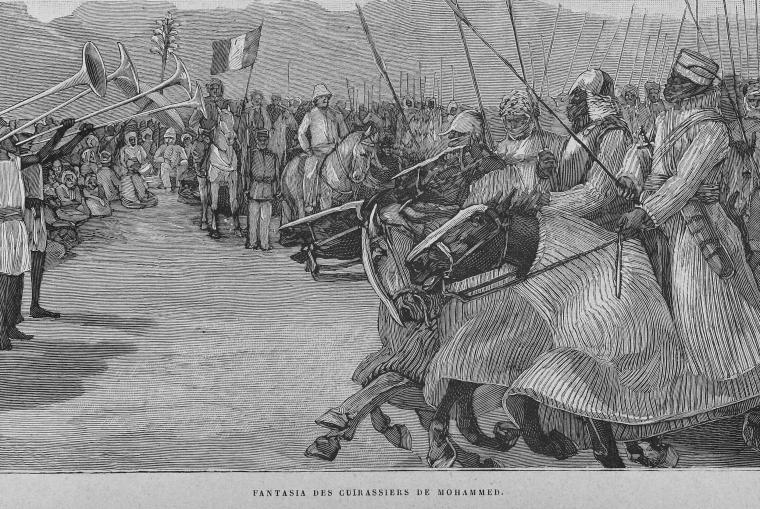
La fantasia des cuirassiers de Mohammed, illustration de Nos Africains.

- Le revers de la médaille, (avec Tomel) A. Cinqualbre, 1878.
- Une réforme dans l'armée des Fierrabras, A. Ghio, 1879.
- Hara-kiri, roman, Paris, Paul Ollendorff, 1882 ; réimpr., Paris, Esprit des péninsules, 2000.
- Les Pas de chance, 1883.
- Reine Soleil, Paul Ollendorff, 1884.
- Miettes, J. Lévy, 1885.
- Petite ville, roman, Paris, J. Lévy, 1886 ; réimpr. coll. « Les écrivains oubliés du Bourbonnais », Pré-Textes, 2017.
- Le Sud-espress, voyage d'inauguration, P. Dupont, 1888.
- Quelques fous, A. Lemerre, 1889.
- Mettray, la maison paternelle, Impr. De Mame, 1890.
- Mettray, la colonie agricole, Impr. De Mame, 1890.
- À la conquête du Tchad, Hachette, 1891.
- Nos Africains, Hachette, 1894.
- Questions d'intérêt public. Les Câbles sous-marins, Juven et Cie, 1894.
- Promenades en Égypte, Hachette, 1895.